# Ізворово (Добрицька область)
І́зворово (болг. Изворово) — село в Добрицькій області Болгарії. Входить до складу общини Генерал-Тошево.

## Населення
За даними перепису населення 2011 року у селі проживали 270 осіб.
Національний склад населення села:
| Національність   | Кількість осіб | Відсоток |
| ---------------- | -------------- | -------- |
| болгари          | 252            | 94,4%    |
| цигани           | 11             | 4,1%     |
| турки            | 0              | 0%       |
| інша             | 0              | 0%       |
| не визначились   | 4              | 1,5%     |
| Всього відповіли | 267            |          |

Розподіл населення за віком у 2011 році:
Динаміка населення: